# Lucky (Radiohead)
Lucky è un singolo dei Radiohead, proveniente dal loro terzo album OK Computer, rilasciato solo in Francia nel dicembre 1997.
Nel 2008 fu inserita nella compilation Radiohead: The Best Of.
Il brano è nato attorno ad un effetto di chitarra (udibile all'inizio del brano) creato da Ed O'Brien. Successivamente Thom Yorke e Jonny Greenwood aggiunsero gli accordi e le varie parti melodiche: il primo creò le strofe e il bridge, il secondo il ritornello. 

## Tracce
- CD singolo (Francia)

1. "Lucky" – 4:19
2. "Meeting in the Aisle" – 3:10
3. "Climbing Up the Walls" (Fila Brazillia Mix) – 6:24

## Formazione
- Thom Yorke – voce, chitarra
- Jonny Greenwood – chitarra, mellotron,
- Ed O'Brien – chitarra, effetti, cori
- Colin Greenwood – basso
- Philip Selway – batteria